# ヤブレガサウラボシ
ヤブレガサウラボシは、熱帯系の特異な形のシダ植物の一つ。左右対称に広がる葉の形は独特である。

## 特徴
ヤブレガサウラボシ Dipteris conjugata Reinw. は、ヤブレガサウラボシ科ヤブレガサウラボシ属の常緑性多年草で、この類では唯一の日本産の種である。
根茎は太くて径1cmほどにもなり、褐色で鱗片を密生し 長く横に這う。根茎の背面からはやや間を空けて葉を出す。葉には長い葉柄があり、時に2mに達する。葉柄は成熟すると藁色から濃い褐色で無毛となり、表面に強いつやがあって硬くなる。
葉身の形はとても独特である。まず葉柄の延長方向に伸びるような主脈はない。葉身はほぼ左右に大きく区分され、先端方向でほぼ完全に分断される。左右に伸びる裂片では葉脈は2-3回ほど二叉分枝しており、葉身もそれにあわせて、先端にゆくにつれ掌状に裂ける。裂けた部分はそれぞれに先がとがり、縁にはあらい鋸歯を持つ。なお太い葉脈からはずっと細い細脈がほぼ直角に出て、それらは複雑な網状になっている。
このような左右対称な葉は葉柄先端で折れ曲がって左右に大きく広がり、それぞれの裂片は扇形で先端は次第にしだれる。左右の裂片はそれぞれ長さ50cmに達することもある。葉は硬い髪質で厚くはないがばりばりと硬い手触りである。表側は黄緑から緑で強いつやがあり、遠くからも照りが見える。裏面は粉を吹いたような灰緑色を呈する。また、表面では葉脈はやや窪み、裏面では強く突出し、脈上には褐色の毛が生える。

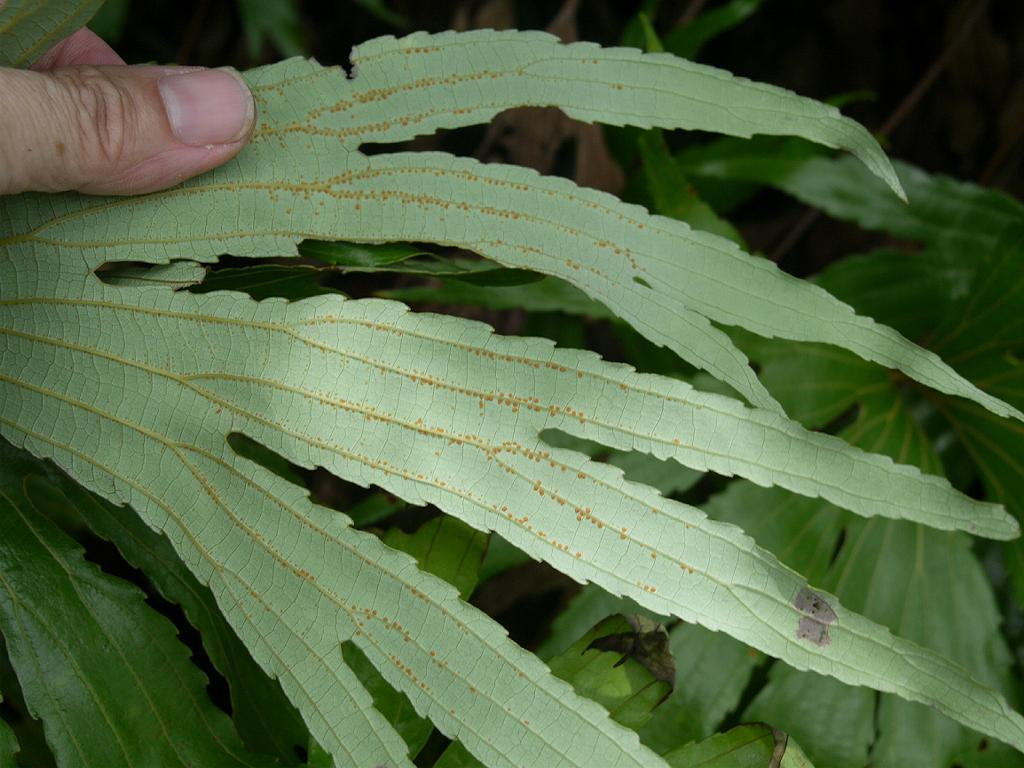
裏面と胞子嚢群を示す

胞子嚢群は丸く小さく、あるいは脈に沿って少し長くなるが包膜はない。側脈に沿って生じ、葉身の基部近く、太い脈付近から形成され、よく発達したものはほぼ裏面全体に出る。
なお、小さい苗では葉は左右相称でやや横長ながら裂け目のない単葉として広がり、成長するにつれてまずは先端中央から切れ込んで左右に分かれ（この時点ではハート形）、次に両列片にも側面から切れ込んで、次第に大きく細かく裂けるようになる。

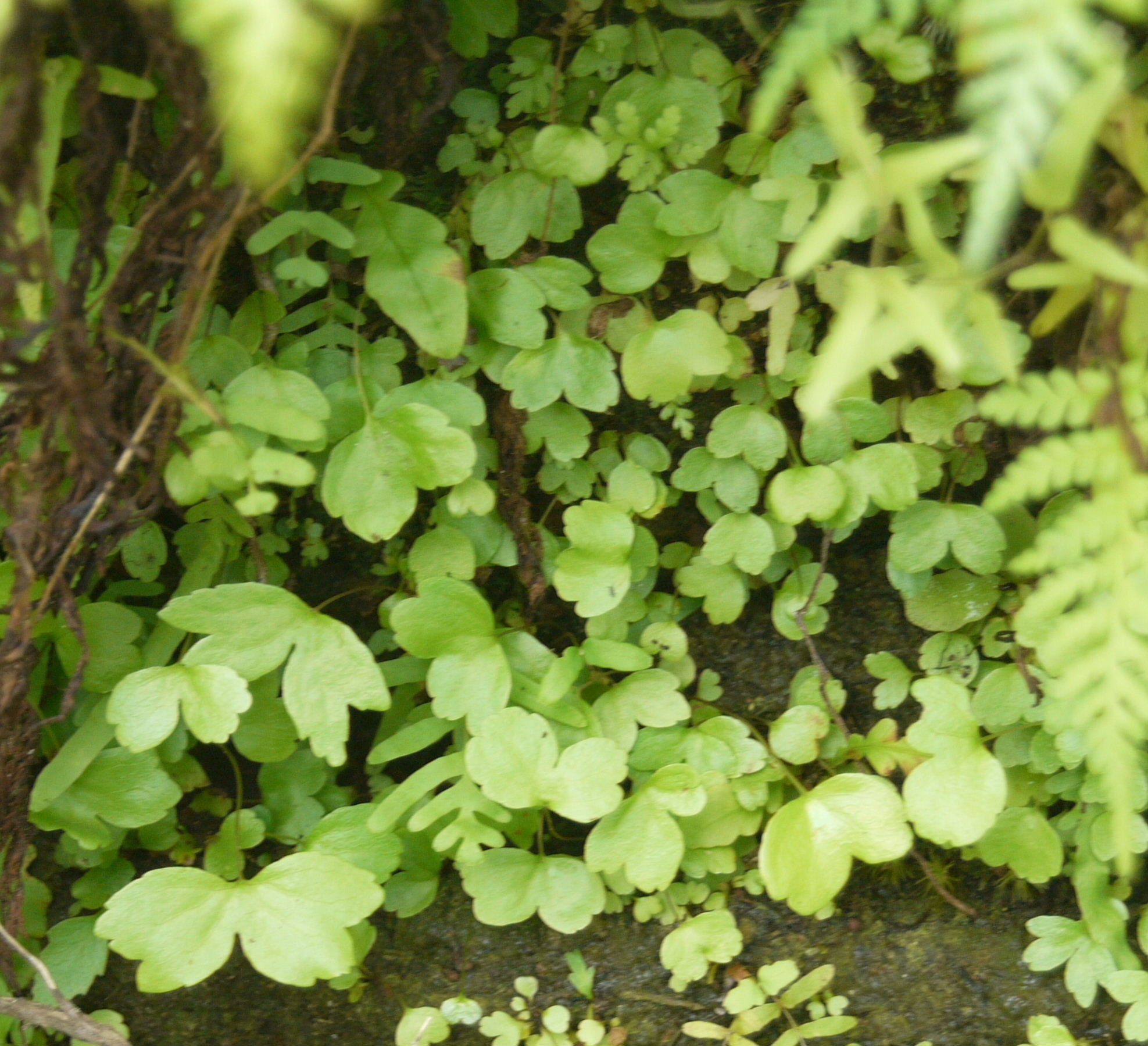
苗の集団

この種の和名は破れ傘裏星で、葉の形が傘が破れた状態に似ていることからの名称であるが、むしろキク科植物のヤブレガサに見立てたものと思われる。裏星はシダを指す。ちなみに学名の属名は「二つの翼」を意味する。

## 生育環境

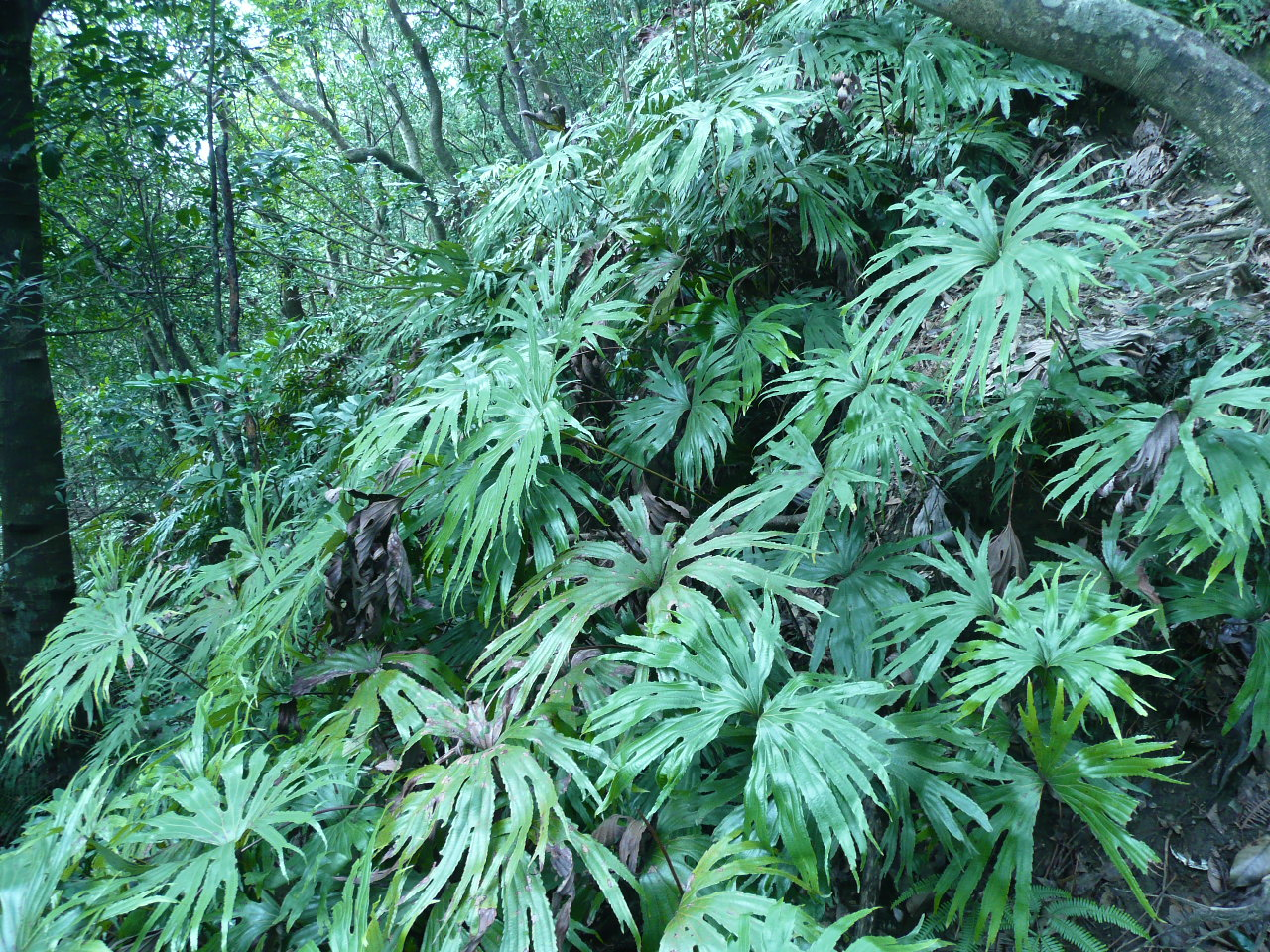
台湾の生育地

山間部にはえ、森林内に見られることもあるが、森林の切れ目や林縁など、日当たりがよいところによく群生する。山腹から渓流周辺まで見られ、やや乾燥したところ、やせた赤土の場所、あるいは岩の上に出ることもある。このような生育条件はコシダのそれとも似ており、時にごく近くに生育しているのが見られる。これらは密生した群落を作る様子でも似ている。
西表島では観光地としても知られる浦内川の岸辺にもよく見られるし、カンピレーの滝周辺にも岩盤上などに小さな群落がいくつも見られる。

## 分布
日本では琉球列島、八重山諸島の石垣島と西表島のみに分布する。国外ではインド、中国南部、タイ、マレーシアから南はニューカレドニアにわたる。ちなみにタイプ産地はインドネシアのジャワ島。中国名は灰背双扇蕨、あるいは単に双扇蕨という。

## 分類
ヤブレガサウラボシ科はこの属一つからなる単型群であるが、化石は中生代から複数属が出ており、古い群のようである。ヤブレガサウラボシ属には世界に7種ほどが知られるが、日本にはこの種だけが分布する。中国には同属の D. chinensis Christ があるが、こちらはより小柄で、葉の裏面が灰色を帯びないという。なお、分類上はこの科をウラボシ科に収める場合もあり、その扱いには議論がある。

## 利害
実用的な利害はない。
極めて独特の姿と、熱帯系の特異なシダであることから山野草部門からは関心が持たれるが、あまりに大きくなることから扱いづらい。それ以上に栽培が難しいことでも知られる。この点でもウラジロやコシダに似ている。